# Mendelejevtank
De Mendelejevtank (Russisch: Менделеев танк) was een ontwerp van de Russische ingenieur Vasiliy Mendelejev. Hij ontwierp de tank in de periode 1911 tot 1915. De tank behoort met zijn gewicht van meer dan 170 ton in de categorie 'superzware tanks'. Uiteindelijk werd het niet meer gebouwd.

## Ontwikkeling
Vasiliy Mendelejev (1886-1922) was een zoon van de wetenschapper Dmitriy Mendelejev. Hij was afgestudeerd aan de technische marineschool in Kronstadt en hij werkte bij een scheepswerf. Tussen 1911 en 1915 ontwierp hij in zijn vrije tijd een pantservoertuig welke reed op rupsbanden. Hij werkte alleen aan dit project.

## Ontwerp
Het exterieur van de tank bestond uit een vierkante bepantserde omhuizing. De frontplaten waren 150 mm dik en de achterzijde en zijkanten 100 mm. Hierdoor had de tank een gewicht van 173,2 ton. De tank maakte gebruik van een revolutionaire ophanging. Met behulp van luchtdruk kon de romp over de rupsbanden heen zakken. Als de tank stil stond kon de romp volledig tot de grond zakken. Hierdoor werd de rupsband volledig beschermd. Op de bovenzijde van de tank was een koepel gemonteerd, hierin zat een Maxim M1910 7,62mm machinegeweer. De hoofdbewapening bestond uit een 120mm kanon welke in de voorzijde van de romp was gemonteerd.
De tank kon voor transport op een rails worden geplaatst. Hierop kon de tank zichzelf voortbewegen, maar eventueel ook voortgetrokken worden door een locomotief.
De tank was uiteindelijk te zwaar en te duur. Daarnaast beschikte de Russische industrie niet over voldoende middelen om het voertuig te bouwen.

## Tweede variant
Er zijn schetsen bekend van een tweede variant. Deze beschikte over een 127mm kanon en twee koepels in plaats van één en deze waren beter bepantserd met 50 mm.